# Вербородинська сільська рада
Вербородинська сільська́ ра́да — адміністративно-територіальна одиниця та орган місцевого самоврядування у Старокостянтинівському районі Хмельницької області. Адміністративний центр — село Вербородинці.

## Загальні відомості
- Населення ради: 559 осіб (станом на 2001 рік)

## Населені пункти
Сільській раді були підпорядковані населені пункти:
- с. Вербородинці
- с. Гнатки

## Склад ради
Рада складалася з 12 депутатів та голови.
- Голова ради: Борук Галина Яківна
- Секретар ради: Сидорук Любов Миколаївна

### Керівний склад попередніх скликань
| Прізвище, ім'я, по батькові | Основні відомості                                                               | Дата обрання | Дата звільнення |
| --------------------------- | ------------------------------------------------------------------------------- | ------------ | --------------- |
| Бродська Галина Яківна      | Сільський голова, 1967 року народження, член Народної партії                    | 26.03.2006   | 31.10.2010      |
| Борук Галина Яківна         | Сільський голова, 1967 року народження, освіта середня спеціальна, позапартійна | 31.10.2010   |                 |

Примітка: таблиця складена за даними сайту Верховної Ради України

### Депутати
За результатами місцевих виборів 2010 року депутатами ради стали:

#### За суб'єктами висування
| Суб'єкт висування                 | Кількість обраних депутатів | %    |
| --------------------------------- | --------------------------- | ---- |
| Народна партія                    | 7                           | 58,3 |
| Єдиний Центр                      | 2                           | 16,7 |
| Самовисування                     | 2                           | 16,7 |
| Політична партія «Сильна Україна» | 1                           | 8,3  |

#### За округами
| № округу                          | Прізвище, ім'я, по батькові  | Дата визнання обраним | Освіта             | Партійна приналежність | Відомості про обраного депутата                                                                 |
| --------------------------------- | ---------------------------- | --------------------- | ------------------ | ---------------------- | ----------------------------------------------------------------------------------------------- |
| Єдиний Центр                      |                              |                       |                    |                        |                                                                                                 |
| 1                                 | Лящук Ніна Сигізмундівна     | 05.11.2010            | середня            | член Єдиного Центру    | Управління праці і соціального захисту населення Старокостянтинівської РДА, соціальний робітник |
| 12                                | Фоміна Зінаїда Олександрівна | 05.11.2010            | середня            | член Єдиного Центру    | тимчасово не працює                                                                             |
| Народна Партія                    |                              |                       |                    |                        |                                                                                                 |
| 2                                 | Гедз Олена Антонівна         | 05.11.2010            | середня            | позапартійна           | СТОВ «Інтер-Случ», виконуюча обов'язки обліковця                                                |
| 3                                 | Заграй Оксана Іванівна       | 05.11.2010            | середня            | позапартійна           | магазин, продавець                                                                              |
| 4                                 | Соломахіна Ніна Василівна    | 05.11.2010            | середня спеціальна | позапартійна           | Вербородинський сільський клуб, завідувачка                                                     |
| 6                                 | Майстришин Сергій Сергійович | 05.11.2010            | середня            | член Народної партії   | СТОВ «ІнтерСлуч», обліковець                                                                    |
| 8                                 | Сидорук Любов Миколаївна     | 05.11.2010            | середня спеціальна | член Народної партії   | Вербородинська сільська рада, секретар                                                          |
| 9                                 | Борук Микола Васильович      | 05.11.2010            | середня спеціальна | позапартійний          | тимчасово не працює                                                                             |
| 10                                | Мазурок Андрій Миколайович   | 05.11.2010            | середня            | член Народної партії   | СТОВ «ІнтерСлуч», тракторист                                                                    |
| Політична партія «Сильна Україна» |                              |                       |                    |                        |                                                                                                 |
| 11                                | Середа Надія Іванівна        | 05.11.2010            | середня            | позапартійна           | тимчасово не працює                                                                             |
| Самовисування                     |                              |                       |                    |                        |                                                                                                 |
| 5                                 | Коцупей Ніна Сергіївна       | 05.11.2010            | середня            | позапартійна           | тимчасово не працює                                                                             |
| 7                                 | Случик Олена Миколаївна      | 05.11.2010            | середня            | член Єдиного Центру    | тимчасово не працює                                                                             |